# Hocus Pocus (film din 1993)
Hocus Pocus este un film american de comedie și de fantezie din 1993 care urmărește trei vrăjitoare comice și malefice (interpretate de Bette Midler, Sarah Jessica Parker și Kathy Najimy) care sunt reînviate în mod accidental de către un adolescent (interpretat de Omri Katz) în Salem, Massachusetts, în noaptea de Halloween. Filmul este regizat de Kenny Ortega, având un scenariu scris de Mick Garris și Neil Cuthbert, bazat pe o poveste de David Kirschner și Garris.
Filmul a fost lansat în America de Nord la 16 iulie 1993 de către Walt Disney Pictures. În momentul lansării, a avut recenzii mixte din partea criticilor de film și nu a fost un succes de box office, pierzând probabil aproximativ 16,5 milioane de dolari pentru Disney în timpul proiecțiilor sale în cinematografe. Cu toate acestea, datorită difuzărilor anuale pe Disney Channel și Freeform (fostele ABC Family, Fox Family și The Family Channel) pe tot parcursul lunii octombrie, Hocus Pocus a fost redescoperit de public, ceea ce a dus la o creștere anuală a vânzărilor media acasă ale filmului în fiecare sezon de Halloween. Celebrarea anuală a Halloween-ului a contribuit la statutul de film idol al producției.
Filmul a generat o franciză, care include un roman sequel, o atracție într-un parc tematic și un special TV. Un film sequel, intitulat Hocus Pocus 2, scris de Jen D'Angelo și regizat de Anne Fletcher, a fost lansat la 30 septembrie 2022 pe Disney+.

## Prezentare
La 31 octombrie 1693, în Salem, Massachusetts, Thackery Binx este martorul răpirii surioarei sale, Emily, de către cele trei vrăjitoare Sanderson, numite Winifred, Sarah și Mary. Binx se confruntă cu vrăjitoarele, dar nu reușește să o salveze pe Emily, iar energia vitală a acesteia este extrasă, făcând vrăjitoarele tinere din nou. Ulterior, Binx este transformat într-un motan negru de către vrăjitoare, blestemat să trăiască pentru totdeauna cu vinovăția de a nu fi salvat-o pe Emily.
Alertați de prietenul lui Binx, Elijah, localnicii arestează vrăjitoarele pentru uciderea lui Emily. Înainte ca vrăjitoarele Sanderson să fie spânzurate în piața orașului, în timp ce ele neagă orice cunoștință despre ce s-a întâmplat cu Thackery, Winifred rostește o vrajă care le va reînvia pe vrăjitoare în timpul unei luni pline în Ajunul Tuturor Sfinților, dacă o fecioară va aprinde Lumânarea Flăcării Negre în casa lor. Binx decide să păzească casa pentru a nu permite nimănui să readucă vrăjitoarele la viață.
Trei secole mai târziu, la 31 octombrie 1993, Max Dennison cu reținere își duce sora mai mică, Dani, la colindat, unde o întâlnesc pe noua lui colegă de clasă, Allison Watts, de care este atras. Cei trei vizitează fosta casă Sanderson, acum un muzeu abandonat, unde Max reînvie vrăjitoarele în mod accidental. Vrăjitoarele încearcă să sugă sufletul lui Dani, dar Max intervine pentru a o salva.
Reușind să scape, Max fură cartea de vrăji a lui Winifred, la sfatul motanului nemuritor Binx. El îi duce pe toți într-un cimitir vechi, unde sunt protejați de vrăjitoare, deoarece este pământ sfânt. Vrăjitoarele îi ajung în cele din urmă din urmă în cimitir, unde Winifred o readuce la viață pe Billy Butcherson din mormânt și o trimite după copii.
Vrăjitoarele îi urmăresc pe copii în tot orașul folosindu-se de simțul olfactiv îmbunătățit al Mariei. Winifred dezvăluie că vraja care le-a readus la viață funcționează doar în noaptea de Halloween și că, dacă nu reușesc să sugă viața din cel puțin un copil, se vor transforma în praf când soarele va răsări. După ce le atrag în liceu, copiii închid vrăjitoarele într-un cuptor de ceramică și le ard de vii. Cu toate acestea, în timp ce copiii sărbătoresc, blestemul vrăjitoarelor le reînvie din nou.
Neștiind că vrăjitoarele au supraviețuit, Max și Allison deschid cartea de vrăji, sperând să inverseze vraja aruncată asupra lui Binx. Cartea de vrăji deschisă dezvăluie unde se află grupul, iar vrăjitoarele îi urmăresc, îi răpesc pe Dani și pe Binx și recuperează cartea de vrăji. Sarah își folosește cântatul pentru a atrage copiii din Salem la casa Sanderson. Max și Allison îi eliberează pe Dani și pe Binx înșelând vrăjitoarele, făcându-le să creadă că răsăritul a venit cu o oră înainte. Crezând că au fost învinse, vrăjitoarele intră în panică și leșină, permițându-i lui Max, Dani, Allison și Binx să scape.
În cimitir, Billy îi ajunge din urmă pe copii, ia cuțitul lui Max și își taie gura cusută în timp ce o insultă pe Winifred, apoi se alătură copiilor împotriva vrăjitoarelor. Vrăjitoarele atacă din aer și o răpesc pe Dani. Winifred încearcă să folosească ultima fiolă de elixir pentru a-i suge sufletul lui Dani, dar Binx lovește fiola, iar Max o prinde și o bea repede, forțând vrăjitoarele să-l ia pe el în locul lui Dani.
Soarele începe să răsară chiar în momentul în care Winifred este pe cale să termine de extras energia vitală a lui Max. În lupta care urmează, Allison, Dani și Billy se apără de Mary și Sarah. Max și Winifred, luptându-se în aer, cad pe pământul sfânt din cimitir, determinând-o pe Winifred să se transforme în piatră. Pe măsură ce soarele se ridică deasupra orizontului, Mary și Sarah se dezintegrează în praf împreună cu corpul de piatră al lui Winifred.
Blestemul lui Binx, permițându-i să moară în cele din urmă și să-și elibereze sufletul, reunindu-se cu Emily în timp ce amândoi se îndreaptă spre viața de apoi, în timp ce Billy se întoarce în mormântul său să doarmă. Cartea de vrăji a lui Winifred își deschide ochiul din nou, dezvăluind că este încă în viață, indicând posibilitatea ca vrăjitoarele să se poată întoarce într-o zi.
Moartea vrăjitoarelor rupe blestemul lui Binx, permițându-i să moară în cele din urmă și să-și elibereze sufletul, reunindu-se cu Emily în timp ce amândoi se îndreaptă spre viața de apoi, în timp ce Billy se întoarce în mormânt să doarmă. Cartea de vrăji a lui Winifred îi deschide încă o dată ochii, dezvăluind că mai există și alte cărți de vrăji, indicând că vrăjitoarele ar putea reveni într-o zi.

## Distribuție
- Bette Midler – Winifred Sanderson

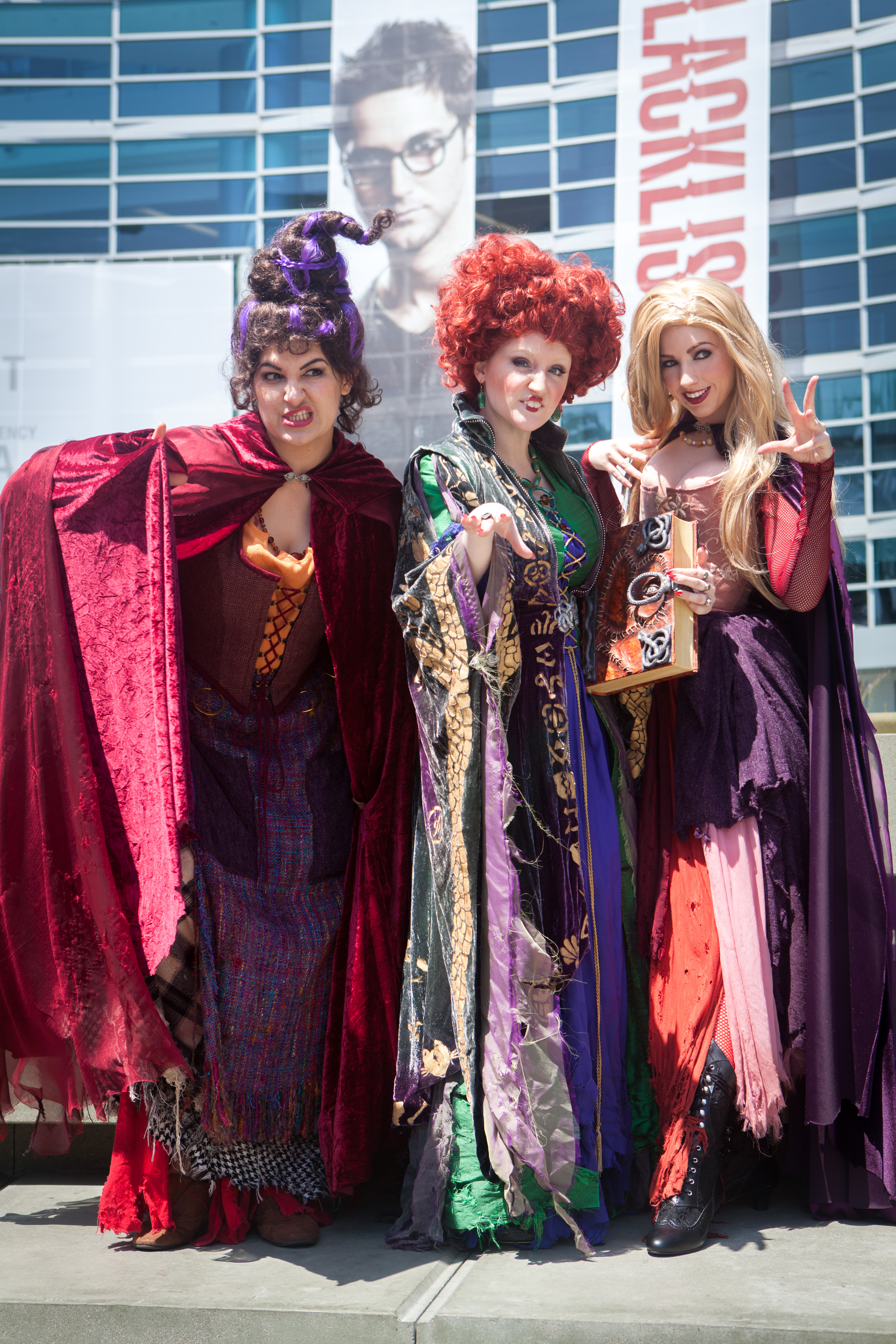
Surorile Sanderson la Wondercon 2014

- Sarah Jessica Parker – Sarah Sanderson
- Kathy Najimy – Mary Sanderson
- Omri Katz – Maximilian "Max" Dennison
- Thora Birch – Danielle "Dani" Dennison
- Vinessa Shaw – Allison Watts
- Charles Rocket – David "Dave" Dennison
- Stephanie Faracy – Jennifer "Jenny" Dennison
- Sean Murray – Thackery Binx
- Kathleen Freeman – Miss Olin
- Doug Jones – William "Billy" Butcherson
- Amanda Shepherd – Emily Binx
- Larry Bagby – Ernie "Ice"